# Namco Bandai Holdings

Logotyp.

Namco Bandai Holdings är en sammanslagning av de bägge japanska företagen Namco och Bandai det sammanslagna företagets huvudsakliga verksamhet är utveckling och tillverkning av videospel och leksaker.